# Dalkey
Dalkey (irisch Deilginis; dt.:dornige Insel) ist eine Stadt im County Dún Laoghaire-Rathdown an der Ostküste Irlands, südöstlich von Dublin. Bis zur verwaltungstechnischen Neuordnung der Countys in der Republik Irland am 1. Januar 1994 gehörte Dalkey zum County Dublin.

## Bevölkerung
Für Dalkey sind bei der Volkszählung 2022 die Ergebnisse für die fünf Electoral Divisions (ED): Coliemore, Upper, Bullock, Hill und Avondale jeweils einzeln ausgewiesen. Insgesamt hatte Dalkey 11.529 Einwohner.

## Lage und Umgebung
Dalkey hat seinen Namen vom direkt vorgelagerten, heute unbewohnten Dalkey Island, ca. 16 km südlich von Dublin und 3 km südlich des Hafens von Dún Laoghaire. In oder bei Dalkey liegen mehrere kleine Häfen; der Fischereihafen Bulloch Harbour nahe Dalkey ist der größte von ihnen. Dort findet sich auch ein Robbenschutzgebiet. Der in Dalkey gelegene Hafen Coliemore Harbour ist wesentlich kleiner, war jedoch früher der Haupthafen für Dublin. Heute werden in den Häfen hauptsächlich Boote an Touristen zum Angeln und zum Besuch des weniger als 300 m vor der Küste gelegenen Dalkey Island (mit einem Martello-Turm) vermietet.

## Bekannte Bewohner
Dalkey war im 20. Jahrhundert der Geburtsort mehrerer bekannter Künstler. Im Jahr 1904 war James Joyce Lehrer an der Clifton School in Dalkey; der damalige Schulleiter Francis Irwin war ein Vorbild für die Figur des Mr. Deasy im Ulysses.
Heute leben viele Prominente wie Chris de Burgh, Bono, The Edge, Enya, Van Morrison oder Neil Jordan in Dalkey bzw. haben hier Besitz erworben, was zu der Metapher von Dalkey als Dublins Beverly Hills führte.
Flann O’Briens 1964 erschienener Roman Aus Dalkeys Archiven spielt in Dalkey.

## Söhne und Töchter der Stadt
- Carmel Snow (1887–1961), Modejournalistin
- Kevin Dixon (1902–1959), Attorney General of Ireland (Generalstaatsanwalt) und Richter am High Court
- Hugh Leonard (1926–2009), Dramatiker und Journalist
- Maeve Binchy (1940–2012), Schriftstellerin und Kolumnistin
- Margaret Hassan (1945–2004), Leiterin von CARE International im Irak
- Flor O’Mahony (1946–2023), Politiker
- Sinéad Cusack (* 1948), Schauspielerin
- Chris O’Malley (* 1959), Politiker
- Iseult O’Malley (* 1964), Richterin
- Barry McCrea (* 1974), Literaturwissenschaftler und Schriftsteller (wuchs hier auf)
- Maria Bailey (* 1975), Politikerin

## Galerie

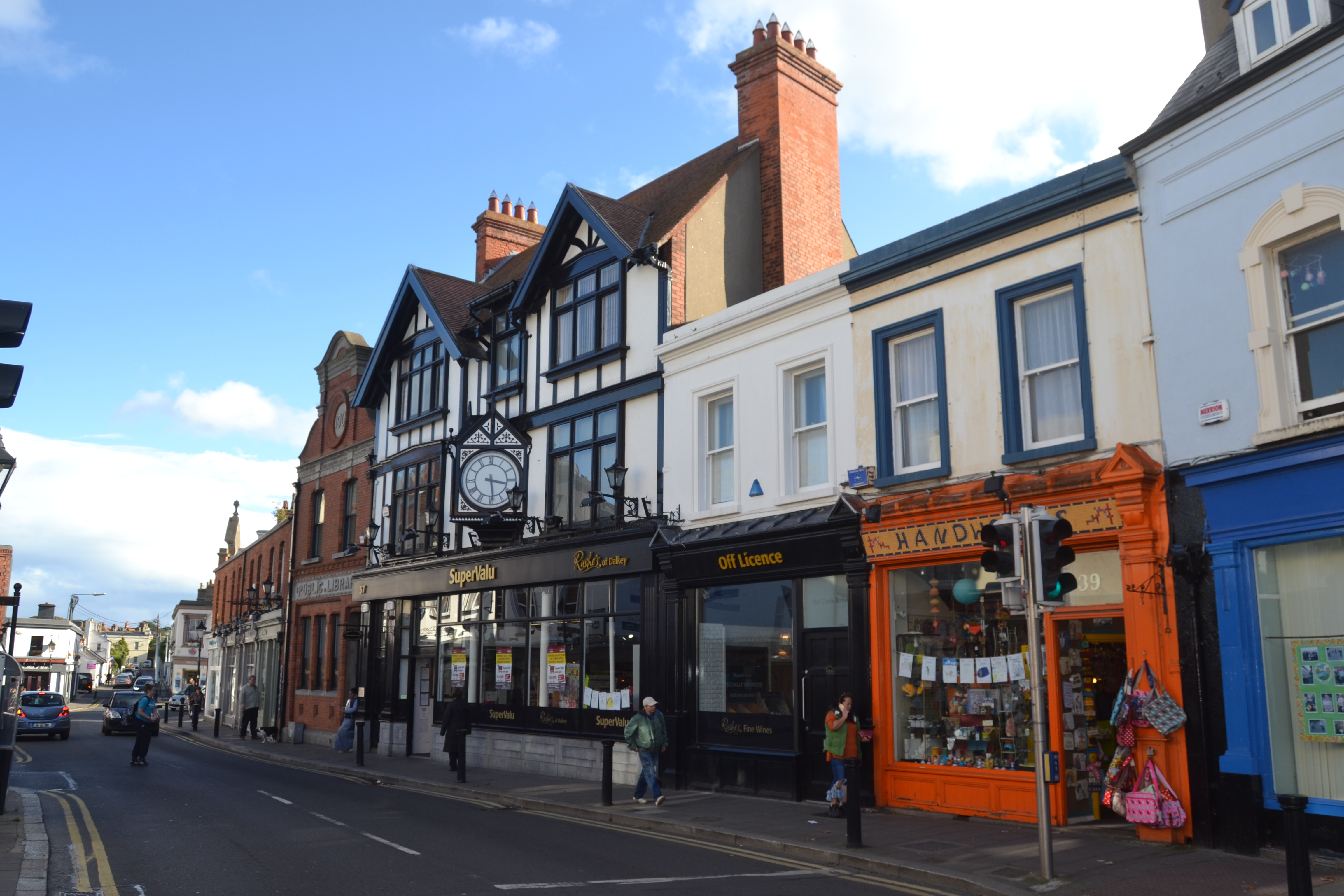
Castle Street
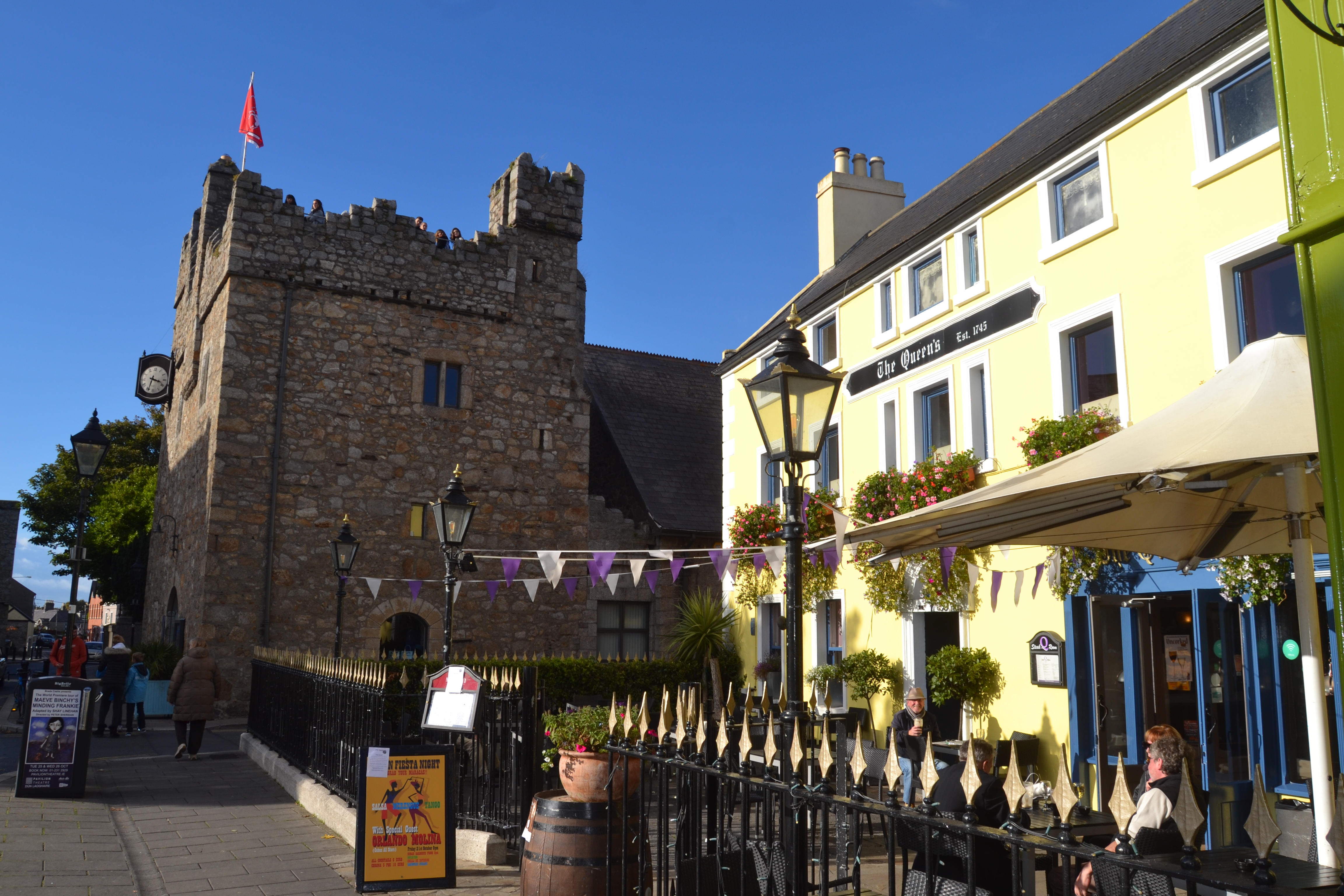
Archbold's Castle
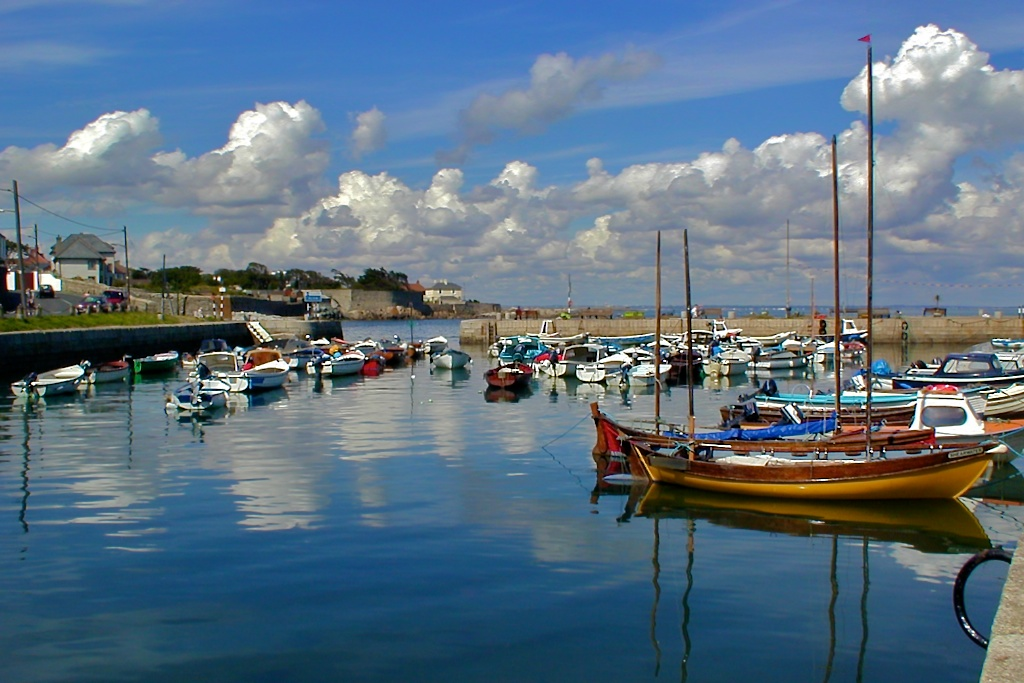
Bulloch Harbour
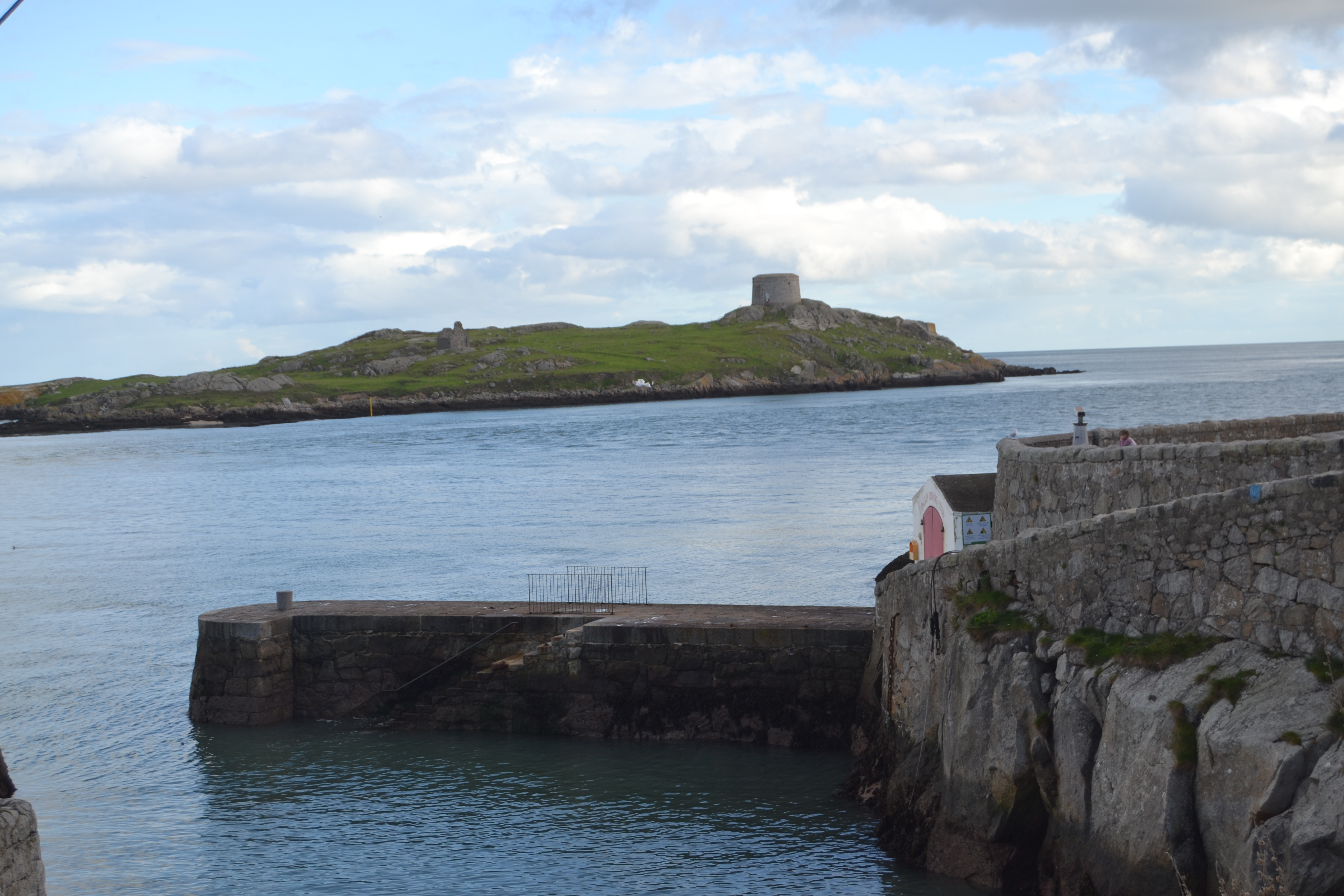
Blick auf Dalkey Island